# 兰桥水库
兰桥水库位于湖南省岳阳市岳阳楼区，是一座以灌溉、供水为主的中型水库，库容约1448万立方米。